# Arenaria conimbricensis
Arenaria conimbricensis é uma espécie de planta com flor pertencente à família Caryophyllaceae. 
A autoridade científica da espécie é Brot., tendo sido publicada em Fl. Lusit. 2: 200. 1805.

## Portugal
Trata-se de uma espécie presente no território português, nomeadamente os seguintes táxones infraespecíficos:
- Arenaria conimbricensis subsp. conimbricensis - presente em Portugal Continental. Em termos de naturalidade é endémica da Península Ibérica. Não se encontra protegida por legislação portuguesa ou da Comunidade Europeia.